# Hermann Ehrhardt

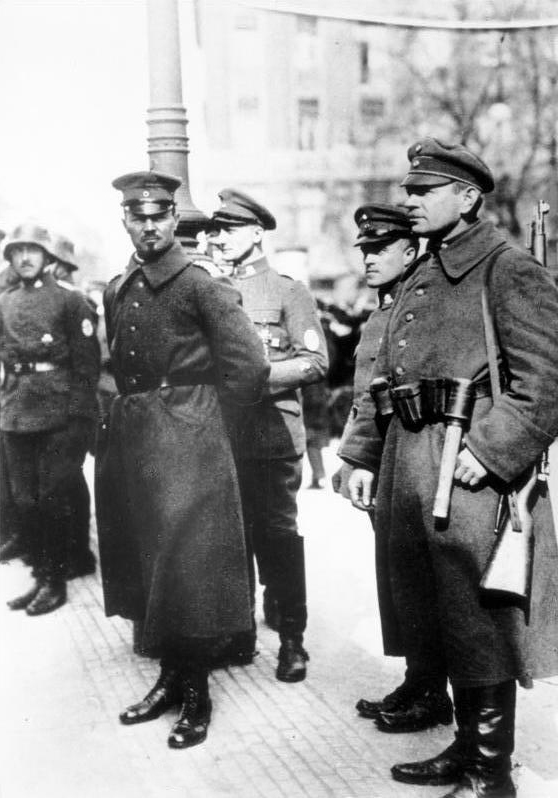
Hermann Ehrhardt (vid krysset) år 1920.

Hermann Ehrhardt, född 29 november 1881 i Diersburg, död 27 september 1971 i Brunn am Walde i Österrike, var en tysk officer, frikårist och högerextrem aktivist.

## Biografi
Ehrhardt blev kaptenlöjtnant 1909, och förde under början av första världskriget befälet över en halvflottilj torpedbåtar. Han deltog i Skagerrakslaget 1916 och ledde som amiralstabsofficer 1917 företaget mot Ösel. 
År 1919 grundade han Ehrhardtbrigaden, Marinebrigade Ehrhardt, vilken tog till sin uppgift att inom Tyskland bekämpa kommunismen. Ehrhardt deltog i Kappkuppen i mars 1920, varför han efter dennas misslyckande tvingades fly. I München organiserade Ehrhardt Organisation Consul (O.C.), vars syfte sammanföll med Ehrhardtbrigadens. Under de nationalistiska organisationernas, det "svarta riksvärnets" glansperiod 1920–1923 spelade Ehrhardt en nyckelroll som konspiratör bakom kulisserna. Hans organisation var bland annat inblandad i morden på Matthias Erzberger 1921 och Walther Rathenau 1922. Ehrhardt häktades i november 1922 men frigavs åter i juli 1922. Organisation Consul fortsatte sin verksamhet in på 1930-talet.